# Karl Fredrik Lagerqvist
Karl Fredrik Lagerqvist, ursprungligen Döling, född 16 oktober 1819 i Stockholm, död 12 januari 1897 i Jakob och Johannes församling,   en svensk skådespelare och genremålare.

## Biografi
Lagerqvist gjorde debut den 11 november 1835 i en betjäntroll i Gifta mannen och ungkarlen. Han var 1837–1854 anställd hos Pierre Deland, Fredrik Deland, Ulrik Torsslow och Edvard Stjernström. Lagerqvist spelade 1854–1863 på Mindre teatern, med undantag för 1857–58 då han var på Kungliga teatern. 1863 uppträdde han hos Oscar Andersson och Wilhelm Åhman & Mauritz Pousette på turnéer på landsbygden, och 1868–1888 tillhörde han Dramatiska teatern.
Bland hans roller märks Orgon i Tartuffe, Don Ranundo de Colibrados, Ölander i Ett resande teatersällskap, Gyllenkrans i Adokaten Knifving, Giboyer i Giboyers son och Lundestad i De ungas förbund.
Han var son till kryddkramhandlaren Fredrik Adolf Döling och sedan 1846 var han gift med skådespelerskan Johanna Charlotta Asplund.

## Teater

### Roller (ej komplett)
| År   | Roll                                  | Produktion                                                   | Regi | Teater                      |
| ---- | ------------------------------------- | ------------------------------------------------------------ | ---- | --------------------------- |
| 1868 | Vérdelet                              | Klädeshandlaren och hans måg Émile Augier och Jules Sandeau  |      | Kungliga Dramatiska Teatern |
| 1868 | En korpral                            | Lejonet vaknar Frans Hedberg                                 |      | Kungliga Dramatiska Teatern |
| 1871 | Gerhard Bredahl, köpman och predikant | De skenhelige J. Wibe                                        |      | Kungliga Dramatiska Teatern |
| 1875 | Werren, Geheime-Commersråd            | Maria och Magdalena Paul Lindau                              |      | Kungliga Dramatiska Teatern |
| 1875 | Mercier                               | Hedern och penningen François Pousard                        |      | Kungliga Dramatiska Teatern |
| 1876 | Marquis de la Gaillardière            | Kvarnen vid Marly eller Den vackra arrendatorskan Mélesville |      | Kungliga Dramatiska Teatern |
| 1876 | Quintus Metellus, konsul              | Cajus Gracchus Adolf von Wilbrandt                           |      | Kungliga Dramatiska Teatern |
| 1876 | Lars Olsson                           | Pastorsadjunkten Anne Charlotte Leffler                      |      | Kungliga Dramatiska Teatern |